# لفافة إبطية
اللفافة الصدرية رقيقة جدا فوق الجزء العلوي من العضلة الصدرية الكبرى، ولكن أكثر سمكاً في المسافة بينها وبين العضلة الظهرية العريضة حيث تتقاربان في الحيز الإبطي، مكونة لفافة إبطية. اللفافة الإبطية والجلد معا يكونان قاعدة الإبط.